# Líber Gadelha
Líber Gadelha (Rio de Janeiro, 25 de janeiro de 1957 — Rio de Janeiro, 30 de janeiro de 2021) foi um guitarrista, produtor musical e empresário brasileiro, fundador da gravadora Indie Records. Primo de Patricia Pillar e das irmãs Dedé e Sandra Gadelha, primeiras esposas de Caetano Veloso e Gilberto Gil, respectivamente, foi ele casado com Zizi Possi e é pai da cantora Luiza Possi, filha do casal.

## Carreira
Nasceu na cidade do Rio de Janeiro no dia 25 de janeiro de 1957 e diplomou-se, na década de 1970, na Berklee College of Music. Foi guitarrista da banda de Jards Macalé nos anos 1970 e especializou-se na produção de discos, passando a trabalhar nos bastidores das gravadoras. Influenciado pelo seu ambiente familiar, conheceu os principais músicos do Rio de Janeiro, em especial Luiz Melodia, com quem firmou uma parceria, produzindo seus discos. Torno-se produtor musical nos anos 1980, quando conheceu e produziu os discos da cantora Zizi Possi, com quem casou-se. No inicio da década de 1990, tornou-se diretor artístico da Sony Music.

### Indie Records
Fundou em 1997 a gravadora independente brasileira Indie Records no Rio de Janeiro. O primeiro sucesso da gravadora veio com a trilha sonora do desenho “O Máskara”. Outro grande trunfo da gravadora foi o lançamento do primeiro disco ao vivo do cantor Jorge Aragão. Pela primeira vez na carreira, o sambista chegou aos discos de ouro e de platina.
Além de investir em nomes já consagrados como Boca Livre, Sá e Guarabyra e 14 Bis, a Indie enveredou pelo pop com o cantor Vinny, que estourou com o hit Heloísa, mexe a cadeira, e pelo gospel, como a cantora Aline Barros. Outros lançamentos que obtiveram destaque foram o cantor Luiz Melodia, o grupo maranhense de reggae Tribo de Jah e a cantora Eliana Printes.
Em 2000, a gravadora iniciou uma parceria com a Universal Music, que passou fazer a distribuição dos discos da empresa. Alguns dos artistas, como Jorge Aragão e Aline Barros, foram incluídos na série de coletâneas Millennium, criada em 1998 pela Universal (que ainda usava o nome PolyGram). A parceria foi encerrada em 2003.
Em 2006, Liber Gadelha desligou-se da empresa que fundou e lançou sua nova gravadora, a LGK Music, que trouxe também a produtora e cantora Karla Sabah, conhecida por dirigir vários DVDs de artistas que gravaram pela Indie (como os sambistas Jorge Aragão, Alcione, Beth Carvalho e o grupo de samba Fundo de Quintal).

## Morte
Gadelha morreu no dia 30 de janeiro de 2021 em decorrência da COVID-19.